# Aleksandr Afanas´evič Potebnja
Aleksandr Afanas' evič Potebnja (Romny, 1835 – Char' kov, 1891) è stato un filologo russo.
Uomo di immensa cultura e viva intelligenza sia scientifica che letteraria, insegnò dal 1875 al 1891 all'università di Charkov.
Fu grande studioso di etimologia e fonetica, ma in un secondo tempo divenne attento osservatore del folklore russo e precursore del formalismo poetico russo. Potebnja per la prima volta nella filologia slava ha sistematizzato le caratteristiche della lingua ucraina, che la distingue dalle altre lingue slave. Ha tradotto “Odissea” di Omero in ucraino. 

## Opere
- in russo Мысль и язык?, Mysl’ i âzyk [Pensiero e lingua] (1862)
- in russo Заметки о малорусском наречии?, Zametki o malorusskom narečii [Note sul dialetto piccolo russo] (1870)
- in russo Из записок по русской грамматике?, Iz zapisok po russkoj grammatike [Dagli appunti di grammatica russa] (, voll. I-II, 1874; voll. III e IV, postumi, 1899 e 1941)
- in russo Из истории звуков русского языка?, Iz istorii zvukov russkogo âzyka [Storia dei suoni della lingua russa] (1886)
- in russo Из лекций по теории словесности?, Iz lekcij po teorii slovesnosti [Dalle lezioni di teoria della letteratura] (postumo, 1894)
- in russo Язык и народность?, Âzyk i narodnost’ [Lingua e nazionalità] (postumo, 1895)
- in russo Из записок по теории словесности?, Iz zapisok po teorii slovesnosti [Dagli appunti di teoria della letteratura] (postumo, 1905)